# Katja Abel
Katja Abel (* 8. April 1983 in Ost-Berlin) ist eine ehemalige deutsche Turnerin. Sie gewann bei den Europameisterschaften 2006 eine Bronzemedaille im Sprung und wurde zweimal Deutsche Mehrkampfmeisterin.

## Leben
Katja Abel, Tochter der Silbermedaillengewinnerin bei den Olympischen Spielen 1972, Irene Abel, begann mit fünf Jahren bei Preussen Berlin mit dem Turnen. Hier war ihre Mutter ihre erste Trainerin.
In der dritten Klasse ging sie zur Sportschule in Berlin, um dort unter Jurij Robel zu trainieren. Drei Jahre später übernahm Trainer Steffen Gödicke ihre Betreuung, der sie bis zu ihrem Wechsel nach Stuttgart 2007 betreute.

### Sportliche Erfolge

#### Erfolge bei den Junioren (1996–1999)
1996 hatte sie als Deutsche Meisterin im Mehrkampf, im Sprung und am Boden der Altersklasse (AK) 13 ihren ersten großen Erfolg. Ein Jahr später gewann sie in der AK 14 die Titel im Mehrkampf, am Sprung, am Stufenbarren und auf dem Schwebebalken. 1998 kamen die Titel im Mehrkampf und am Stufenbarren in der AK 15 hinzu. An den anderen Geräten errang sie die Silbermedaille. Damit hatte sie sich für die Junioren-EM in St. Petersburg qualifiziert. Hier erreichte sie mit der Mannschaft Platz 7 und im Mehrkampf den 13. Platz. Mit der Mannschaft, dem SC Berlin, wurde sie 1999 Mehrkampfzweite in der Bundesliga. Im selben Jahr traten bei ihr Rückenprobleme auf, weswegen sie fast ein Jahr lang keine Wettkämpfe bestreiten konnte.

#### Erste Erfolge bei den Senioren (2000–2004)
2000 startete Abel erstmals bei den Senioren und gewann den deutschen Meistertitel im Sprung. Dazu gelangen ihr noch drei dritte Plätze im Mehrkampf, am Schwebebalken und am Stufenbarren. In diesem Jahr konnte sie auch mit dem SC Berlin das Bundesliga-Finale gewinnen, wobei sie in der Einzelwertung Platz 3 erreichte. Die Weltmeisterschaft des Jahres 2001 in Gent brachte ihr einen achten Rang mit der deutschen Riege. Bei den deutschen Meisterschaften gewann sie ihren ersten Titel im Mehrkampf (gemeinsam mit Birgit Schweigert) sowie außerdem im Sprung und am Stufenbarren.
Im Vorfeld der Deutschen Meisterschaften 2002 verletzte Abel sich und konnte ihre Titel nicht verteidigen. Dennoch wurde sie für die Einzelgeräte-WM in Debrecen nominiert, hier schied sie allerdings, nicht zuletzt aufgrund ihrer schlechten Verfassung, bereits in der Qualifikation aus.
Im folgenden Jahr, dem vorolympischen Jahr 2003, konnte Katja Abel an ihre großen Erfolge des Jahres 2001 anknüpfen und wurde deutsche Meisterin sowohl im Mehrkampf als auch am Sprung und Stufenbarren. Die Deutschen Meisterschaften zählten als erste Ausscheidung für die Weltmeisterschaften, bei denen es um die Qualifikation für die Olympischen Spiele 2004 in Athen ging. Auch den zweiten Nominierungswettkampf konnte sie gewinnen und führte damit die deutsche Riege bei den Weltmeisterschaften in Anaheim an. Dort wurde das Ziel Olympiaqualifikation mit dem 13. Rang um 0,04 Punkte äußerst knapp verpasst. Abel selbst konnte in der Einzelwertung nur Platz 68 belegen.
Damit durfte in Athen keine deutsche Frauenmannschaft starten. Dennoch hatte sich Deutschland gemäß dem Olympiareglement zwei Einzelstartplätze gesichert. Alle Hoffnungen einen dieser Startplätze wahrnehmen zu können, musste Abel jedoch nach einem Trainingsunfall begraben. Am 6. Februar 2004 stürzte sie vom Stufenbarren und erlitt einen Bruch beider Unterarme. Noch am gleichen Abend wurde sie operiert, 10 Tage später noch einmal. Anschließend folgte eine langwierige Rehabilitationsphase, in der „ihr keiner der Ärzte sagen könnte, ob sie jemals wieder richtig würde turnen können“.

#### Comeback und erneute Verletzungen (2005–2006)
Erst bei den Deutschen Meisterschaften im Mai 2005, im Rahmen des Deutschen Turnfestes in ihrer Heimatstadt Berlin, turnte Abel wieder vor Publikum. Sie trat am Schwebebalken an.
„Das ist das einzige Gerät, an dem ich tricksen kann, da komme ich fast ohne Arme aus“, sagte sie nach ihrer Kür, die sie unter dem begeisterten Applaus der 5000 Zuschauer im Velodrom beendete.
Auch die Bundestrainerin war beeindruckt: „Eine Turnerin mit einem so unglaublichen Willen, das wäre mit Sicherheit ein Schub für unser Team.“ Im Herbst/Winter 2005 bestritt Katja Abel auch wieder Bundesliga-Wettkämpfe für ihre neue Mannschaft, den Tus Chemnitz-Altendorf. Zunächst ebenfalls nur am Schwebebalken, danach ab Ende Oktober 2005 auch wieder an den übrigen Geräten. Mit ihrer Bundesliga-Mannschaft erreichte sie im Bundesliga-Finale den 2. Platz.
Im März 2006 trat Abel nach langer Pause wieder beim internationalen Turnier der Meister in Cottbus an. Mit Platz 5 am Sprung landete sie auch hier eine beachtliche Platzierung.
Im April desselben Jahres folgte mit dem Gewinn der Bronzemedaille im Sprungwettbewerb bei den Turn-Europameisterschaften 2006 in Volos der bis dahin größte internationale Erfolg. „Jetzt weiß ich ganz sicher, dass sich die harte Arbeit gelohnt hat!“ Damit gewann Abel nach 19 Jahren wieder die erste EM-Medaille für das deutsche Frauenturnen.
Doch kurze Zeit später wurde Katja Abel erneut von Verletzungspech heimgesucht. Beim Einturnen vor dem ersten Qualifikationsturnen zur WM 2006 zog sie sich eine schwere Verletzung an den Fußgelenken zu und musste deswegen erneut operiert werden. Damit konnte sie weder an der WM 2006 noch an den Deutschen Meisterschaften dieses Jahres teilnehmen.

#### Olympiaqualifikation und Olympische Spiele (2007–2008)
Anfang des Jahres 2007, nachdem ihre Fußverletzung überstanden war, wechselte sie zur Bundesligamannschaft KTV Stuttgart. Hier trainierte sie gemeinsam mit Kim Bui und Marie-Sophie Hindermann, betreut von Tamara Khokhlova.
Im Juli 2007 gewann Abel bei den Deutschen Meisterschaften in Gießen den Titel am Boden, Silber am Schwebebalken und beim Sprung sowie Bronze im Mehrkampf. Anschließend begann die Vorbereitung auf die Turn-Weltmeisterschaften 2007 in Stuttgart. Hier konnte Abel mit der deutschen Mannschaft Platz 10 in der Mannschaftswertung belegen und sich damit für Olympia 2008 qualifizieren.
Das Olympiajahr 2008 begann mit der Europameisterschaft im April im französischen Clermont-Ferrand. Hier schnitt die deutsche Riege, angeführt von Katja Abel, sehr gut ab und belegte am Ende Platz 7.
Im Juni 2008 gewann Abel die nationalen Titel am Stufenbarren und am Schwebebalken, wurde Zweite am Boden und beim Sprung sowie Dritte im Mehrkampf. Anschließend wurde sie für die Olympischen Spiele von Peking nominiert.
Dort belegte sie mit der Mannschaft den 12. Rang und schied somit vorzeitig aus. Katja Abel, die durch eine leichte Fußverletzung nicht im Vollbesitz ihrer Kräfte war, belegte in der Einzelwertung Rang 40 in der Qualifikation.

### Neben der Sportlerkarriere
Katja Abel wurde 2003 in die Sportfördergruppe der Bundeswehr aufgenommen und absolvierte im Oktober/November 2003 einen verkürzten Grundwehrdienst. In der Fernsehserie Hallo, Onkel Doc! hatte Katja Abel einen Gastauftritt, sie spielte dort die Turnerin Laura.
In Stuttgart nahm Abel 2007 ein Studium der Biologie und des Sports auf.

### Nach der aktiven Zeit (seit 2009)
Nach den Olympischen Spielen 2008 erklärte Abel ihren Rücktritt vom aktiven Leistungssport und kehrte in ihre Heimatstadt Berlin zurück. Am 11. Januar 2009 wurde sie offiziell als Leistungssportlerin verabschiedet.
Ihr Studium des Sports und der Biologie brach Abel nach den Olympischen Spielen ab und wechselte an die Technische Universität Ilmenau, um Angewandte Medienwissenschaften zu studieren.
Im Frühjahr 2009 erklärte sie sich bereit, noch einmal in der Bundesliga für das Team aus Stuttgart anzutreten, nachdem dort eine andere Bundesligaturnerin verletzungsbedingt ausgefallen war.